# うれしい予感/針切じいさんのロケン・ロール
『うれしい予感 / 針切じいさんのロケン・ロール』（うれしいよかん/はりきりじいさんのロケン・ロール）は、渡辺満里奈および植木等のスプリット・シングル。Yoo-Loo ⁄ Oo Records（現・Sony Music Labels / ソニー・ミュージックレコーズ）からスプリット盤で1995年2月22日に発売された。

## 背景
フジテレビ系アニメ『ちびまる子ちゃん』（第2期）の初代オープニングテーマ（うれしい予感）およびエンディングテーマ（針切じいさんのロケン・ロール）として、1995年1月8日から1996年5月26日まで使用された。
大滝詠一によるセルフカバーが、2016年に発売されたアルバム『DEBUT AGAIN』に収録されている。
『ちびまる子ちゃん』の原作漫画では、登場人物が「うれしい予感」を歌っているシーンがある。
「FNSの日・1億2500万人の超夢列島 そのうちなんとか…23時間」（1995年7月16日放送）では、『うれしい予感』がさくらももこ（TARAKO）と穂波たまえ（渡辺菜生子）、『針切じいさんのロケン・ロール』がおじいちゃんと子供たち、と出演声優の歌による特別版が放送された。
2023年4月24日、NHK BSプレミアムで放送された『我が心の大滝詠一』ではTARAKOが歌唱する。エンディングの「ここにいるんだよ」の繰り返しだけまる子の声で歌唱した。大滝のアルバムに多数参加した弟子とも言える存在の井上鑑がアレンジした。ミキシングエンジニアは大滝亡き後、大滝詠一作品のマスタリングを手掛けるソニーミュージックの内藤哲也が担当。大滝の「あの娘に」のコーラスはマルチから抜き出されている。演奏はエレキギターが鈴木茂と村松邦男、アコースティックギターが吉川忠英と白井良明、パーカッションが浜口茂外也と川瀬正人と三沢またろう、ピアノが井上鑑と中西康晴、ブルースハープが松田幸一、ドラムスが上原裕、コーラスが比山貴史と木戸やすひろと佐々木久美と佐々木詩織と言うメンバー(ティンパニー奏者はノンクレジット)。その中で大滝のアルバムに多数参加したと先述した井上鑑、鈴木茂、村松邦男、吉川忠英、白井良明、浜口茂外也、川瀬正人、松田幸一、中西康晴、上原裕は大滝のレコーディングに参加した経験を持つ大滝に縁のあるミュージシャンである。その内、鈴木茂、吉川忠英、浜口茂外也、中西康晴、佐々木久美は原曲のレコーディングにも参加している。

## 制作
大瀧詠一にとっては1989年に小泉今日子に提供した『快盗ルビイ』以来6年ぶりの新曲となる。大瀧の起用は1992年夏「NTTサンクスフェア〜ちびまる子ちゃん編」イメージソングの細川たかし『レッツ オンド アゲイン』、同年12月公開の『映画ちびまる子ちゃん わたしの好きな歌』挿入歌『1969年のドラッグ・レース』以来。

### うれしい予感
イントロはビートルズの「プリーズ・プリーズ・ミー」から拝借した。
鈴木茂（ギター）、青山純（ドラム）、知久寿焼（ハーモニカ）、重実徹（ベル）、長岡道夫（ベース）が参加している。

### 針切じいさんのロケン・ロール
シェブ・ウーリーの「The Purple People Eater（邦題：ロックを踊る宇宙人）」の替え歌。元々は亀渕昭信プロデュースで「ロックを踊る宇宙人」をラッキィ池田に歌わせる企画があって、亀渕と交流のあった大瀧にアレンジを依頼、この時の日本語詞は亀淵が担当。録音したもののラッキィ池田の歌唱力が酷い等諸事情によりお蔵入りしていた。1997年11月28日放送の『大瀧詠一のオールナイトニッポンDX』では未発表のラッキィ池田バージョンが一部流された。大瀧曰く「出さなくて良かったんだよ」
『DEBUT AGAIN』初回盤のDISC-2収録の大滝のセルフカバーのバックトラックはお蔵入りし、未発表となったラッキィ池田用のバックトラックを流用。歌詞はさくらももこの日本語詞と数ヵ所違う。
さくらももこ、TARAKO、イルカ（コーラス。大瀧のセルフカバーには参加していない）、野村義男（ギター）が参加している。

## 収録曲
| #         | タイトル                                 | 作詞                           | 作曲        | 編曲                               | 時間 |
| --------- | ---------------------------------------- | ------------------------------ | ----------- | ---------------------------------- | ---- |
| 1.        | 「うれしい予感」(渡辺満里奈)             | さくらももこ                   | 大瀧詠一    | CHELSEA コーラスアレンジ: 山下達郎 | 4:12 |
| 2.        | 「針切じいさんのロケン・ロール」(植木等) | SHEB WOOLEY 訳詞: さくらももこ | SHEB WOOLEY | RINKY O'HEN                        | 3:08 |
| 合計時間: | 合計時間:                                | 合計時間:                      | 合計時間:   | 合計時間:                          | 7:20 |

## 参加ミュージシャン

### うれしい予感
- Drums：青山純
- Bass：長岡道夫
- Electric Guitar：鈴木茂
- Acoustic Guitar：吉川忠英、笛吹利明、石川鷹彦、安田裕美
- Keyboards：国吉良一、中西康晴、福田裕彦、西脇辰弥
- L. Perc：浜口茂外也、鳴島英治、川瀬正人、阿逹養之助、水野茂
- Bell：重実徹
- Apf： Paul Riverbeach
- Timpani：金山功
- Harmonica：知久寿焼
- Vocal：渡辺満里奈
- Chorus：佐々木久美、Candee、大滝詠一、山下達郎

- Recording Engineer：吉田保、相茶紀緒

### 針切じいさんのロケン・ロール
- Keyboards & Programing：小野沢篤
- Drums：イーハトヴ・田五三九[注釈 6]
- Electric Guitar：野村義男
- Steel Guitar：駒沢裕城
- Flute：ハービー国吉
- 雄叫び：バリ・ハイ野澤
- Vocal：植木等
- Chorus：TARAKO、イルカ、さくらももこ、渡辺満里奈、大滝詠一

- Recording Engineer：吉田保、田辺章男、相茶紀緒

### スタッフ
- Track.1 & 2 Re-Mix Engineer：吉田保
- Mastering Engineer：笠井哲平
- Producer：大瀧詠一

## 収録アルバム

### うれしい予感
- 『MAX JAPAN 2』（1995年、ソニーレコーズ）
- 渡辺満里奈『Ring-a-Bell』（1996年、ダブル・オーレコード/Yoo-Loo）- アルバムバージョン（ストリングスの追加と大瀧によるコーラスのカット、中盤にシングル版には存在しないメロディーセクションがある）
- 大滝詠一『SNOW TIME』（1996年、NIAGARA/Sony Records） - インストゥルメンタルバージョン（バック演奏はアルバムバージョン）
- 『まるまるぜんぶちびまる子ちゃん』（2004年、ポニーキャニオン）
- 『音壁 JAPAN』（2008年、ソニー・ミュージックダイレクト）
- 『大瀧詠一 Song Book I-大瀧詠一作品集Vol.1(1980-1998)-』（2010年、ソニー・ミュージックレコーズ）- アルバムバージョンからアルバムで追加されたメロディーセクションを省いてシングルバージョンと同じ時間にした物
- 大滝詠一『DEBUT AGAIN』（2016年、NIAGARA ⁄ Sony Music Labels Inc.） - 作曲者によるセルフカバー。バック演奏はシングルバージョンの物だが、エンディング近くの転調する部分にはアルバムバージョンで入っていた女性コーラスが入っている。

### 針切じいさんのロケン・ロール
- 植木等『植木等的音楽』（1995年、ファンハウス）- アルバム・バージョン
- 『まるまるぜんぶちびまる子ちゃん』
- ハナ肇とクレージーキャッツ『クレイジーキャッツコンプリートシングルス HARAHORO盤』（2005年、東芝EMI）- いや、どうもバージョン（未発表音源、曲中にあいの手が入らず最後に『いや、どうも』という植木の声が入っている）
- 大滝詠一『DEBUT AGAIN』（2016年、NIAGARA ⁄ Sony Music Labels Inc.） - 編曲者によるセルフカバー。初回限定ボーナスディスクのDISC-2に収録[2]。歌詞が一部、植木が歌唱したものとは異なっている。元々この曲はラッキィ池田用に亀渕昭信の企画で制作された。歌詞は植木版とは全く異なっていた。バックトラックはラッキィ池田用に制作されたものである。